# Vi veri universum vivus vici
Vi veri universum vivus vici ist eine lateinische Redewendung und bedeutet: „Durch die Macht der Wahrheit habe ich als Lebender das Universum erobert.“ Die Phrase kann auch Vi veri vniversvm vivvs vici geschrieben werden. Sie war ein magisches Motto des englischen Okkultisten Aleister Crowley als „Magister Templi“.
Der Ausspruch wurde bekannt durch die gleichnamige Verfilmung des Comics V wie Vendetta. In dem Comic sind die Buchstaben „V.V.V.V.V.“ in einen Teil von V’s Versteck, der „Schattengalerie“ eingraviert. Im Film erscheinen diese Buchstaben in der Schattengalerie auf einem Spiegel. Im Kontext der Geschichte steht „V“ auch für die römische Zahl Fünf. Die fünf Vs des Ausspruchs symbolisieren das zusätzlich. Im Comic wird als Quelle „John Faust“ genannt. Der Film nennt den „Faust“, ohne ihn zu konkretisieren. Gewöhnlich wird damit entweder der Faust von Christopher Marlowe oder von Goethe assoziiert. Allerdings erscheint der Sinnspruch in keinem der beiden Werke.